# La amiga de mi amiga
La amiga de mi amiga és una pel·lícula catalana de comèdia romàntica i temàtica lèsbica estrenada el 2022 al D'A Film Festival Barcelona i comercialment 3 de febrer de 2023. Va suposar el debut en la direcció de llargetratges per a la barcelonina Zaida Carmona, que va compartir guió amb el també cineasta Marc Ferrer.
La amiga de mi amiga està ambientada en la Barcelona contemporània i es tracta d'un homenatge al cineasta francès Éric Rohmer d'estil underground i queer. Els temes principals són l'amistat, l'amor i el desamor, i aborda frontalment el tema del poliamor.

## Argument
Tenen trenta anys, però viuen com quan en tenien vint, encara que ja no tenen edat per convertir-se en joves promeses. Estan enamorades de l'amor, però, a la recerca, es destrossen una a les altres, errant d'ex-xicota en ex-xicota, de relació en relació.
Amb el pop i l'autoficció com a teló de fons i l'aparició d'una coneguda cantant que mai no sabem si és del tot real, assistim a un joc que comença quan Zaida, després d'una ruptura, torna a la ciutat.

## Repartiment
- Zaida Carmona com a Zaida[8]
- Rocío Saiz com a Rocío[9]
- Alba Cros com a Lara[8]
- Aroa Elbira com a Aroa[9]
- Thaïs Cuadreny com a Julia[8]
- Gema Arquero com a Marta[9]
- Christina Rosenvinge[1] com a ella mateixa

## Producció
La pel·lícula es va anunciar per primera vegada el 2020, quan la directora Zaida Carmona va iniciar una campanya de micromecenatge a través de Verkami, on va recaptar amb èxit 5.715 euros per part de 156 mecenes, sobre un objectiu inicial de 2.500 euros. La producció va córrer a càrrec de FernándezVera i JaJaJa Industrias, i la distribuició va fer-la Begin Again Films.
El rodatge va començar al febrer del 2021 a Barcelona, amb una durada de tretze dies, i el cartell de la pel·lícula va ser creat per la dissenyadora gràfica Malva Sawada.
La música té un paper important a la pel·lícula, i inclou tant els temes escrits per Rocío Saiz i Sonia Montoya com «Tú por mí» de Christina y los subterráneos (cançó que forma part del fil narratiu) i alguns títols cedits per la discogràfica Elefant Records i que conformen la banda sonora original de la pel·lícula.

## Estrena
La amiga de mi amiga es va projectar per primera vegada al D'A Film Festival Barcelona el 30 d'abril de 2022. Després d'adquirir-ne els drets, el desembre de 2022 la distribuïdora Begin Again Films va programar la seva estrena per al 3 de febrer de 2023. Va estrenar-se de forma limitada en 20 sales, i va coincidir principalment amb les estrenes de Knock at the Cabin, The Banshees of Inisherin i Astérix et Obélix : L'Empire du Milieu.

## Rebuda
En el seu primer cap de setmana, va recaptar 2.225 euros de 337 espectadors, per a una mitjana per còpia de 148 euros. El 19 de març de 2023, després de set setmanes, la pel·lícula ja havia recaptat un total de 14.775 euros de 2.622 espectadors.
La pel·lícula va ser projectada als festivals de cinema de Sant Sebastià (2022), de Rotterdam (2023), de Cartagena d'Índies (2023), de San Francisco (2023) i New Horizons (2023).
Va ser candidata als XXXVII Premis Goya en deu categories: Goya a la millor pel·lícula (Gema Arquero, Tatiana Fernández i Zaida Carmona), millor direcció novell (Zaida Carmona), millor guió original (Marc Ferrer i Zaida Carmona), millor actriu revelació (Zaida Carmona), millor direcció de producció (Tatiana Fernández), millor fotografia (Alba Cros), millor muntatge (Eric Monteagudo), millor direcció artística (Julia Yolanda), millor disseny de vestuari (Alexa Barrios) i millor so (Mariona Pan Ubiergo).